# Polygala pauciramosa
Polygala pauciramosa är en jungfrulinsväxtart som beskrevs av J.F.B.Pastore och T.B.Cavalc.. Polygala pauciramosa ingår i släktet jungfrulinssläktet, och familjen jungfrulinsväxter. Inga underarter finns listade i Catalogue of Life.